# Área de Proteção Ambiental do Rio Pacoti
A Área de Proteção Ambiental do Rio Pacoti, unidade de conservação de uso sustentável, criada por meio do Decreto Nº 25.778, de 15 de fevereiro de 2000, abrange uma área de 2.914,93 hectares, compreendendo os municípios de Fortaleza, Eusébio e Aquiraz, a aproximadamente, 30 km do centro de Fortaleza. O principal acesso a esta unidade de conservação se dá pela Avenida Washington Soares e em seguida pela Rodovia CE-025.

## Justificativa de criação
Justifica-se sua criação em face da riqueza e relevância dos ecossistemas presentes no entorno do Rio Pacoti, manguezal, cordão de dunas, mata de tabuleiro e ciliar, constituindo-se em região de equilíbrio ecológico bastante frágil e passível, portanto, de uma proteção especial por parte do poder público e da sociedade, além da importância de se preservar a bacia do Rio Pacoti para o abastecimento d’água de Fortaleza.

## Características gerais
O Rio Pacoti é o maior dos cursos d’água que atravessam a Região Metropolitana de Fortaleza, estando sua nascente na vertente-oriental da Serra de Baturité, percorrendo cerca de 150 km até desembocar no mar. A APA do Rio Pacoti abrange os trechos deste rio compreendidos entre a sua foz e a ponte velha da CE-040, no Município de Aquiraz.
Nesta área, há ocorrência de manguezais, mata de tabuleiro, dunas móveis e fixas. Os manguezais estão situados na planície fluvio-marinha, representando a zona estuarina, ocorrendo desde a desembocadura até as proximidades da cidade de Aquiraz. A vegetação mais marcante ao longo das margens do estuário é a floresta de mangue, denominada de floresta perenifólia paludosa marítima, que se alonga cerca de 15 km a partir da foz do rio, ocupando uma área estimada de 150 km. De acordo com estudos realizados na zona estuarina do Rio Pacoti, estima-se que este possua 158 hectares de manguezais, distribuídos ao longo dos cursos d’água até onde se faz sentir a influência das marés. Contígua à área de mangue, existe uma zona de transição formada por gramíneas, caracterizando a mudança da tipologia vegetal. Após essa estreita faixa de transição, observa-se vegetação característica de zona litorânea, onde inclui-se o tabuleiro litorâneo e a vegetação de dunas.

A fauna, devido a grande variedade de ecossistemas é muito diversificada. Na área de mangues, é composta por invertebrados pertencentes aos grupos de crustáceos decápodes. Nas dunas e tabuleiros, há a presença de répteis, aves e alguns mamíferos, além de várias espécies da fauna aquática na zona estuarina.